# Ambwene Simukonda
Ambwene Simukonda (* 23. März 1984 in Blantyre, Malawi) ist eine malawische Leichtathletin.

## Leben und Karriere
Simukonda vertrat ihr Land bei den Weltmeisterschaften 2011 in Daegu und den Olympischen Spielen in London 2012 jeweils im 400-Meter-Lauf, schied jedoch beide Male bereits im Vorlauf aus. In London erzielte sie jedoch mit 54,20 Sekunden einen neuen malawischen Rekord.
Simukonda studierte ab 2005 Jura an der University of Sheffield und war 2012 als Rechtsassistentin tätig. Sie trainiert beim Londoner Leichtathletikverein Thames Valley Harriers.